# Gonzalo Martel de Cabrera
Gonzalo Martel de Cabrera o bien Gonzalo de Cabrera y Martel de los Ríos (Cuzco, Virreinato del Perú, ca. 1562 - Córdoba, gobernación del Tucumán, 12 de marzo de 1599) era un militar, hidalgo, encomendero y funcionario colonial hispano-criollo que fue elegido alcalde de segundo voto de Córdoba en 1585, y posteriormente fue nombrado en 1596 como corregidor de Larecaja en la nominal provincia de Charcas. Se lo considera como el primer independentista que intentó separar Sudamérica de la Corona española. Era hijo del adelantado Jerónimo Luis de Cabrera, nieto de Gonzalo Martel de la Puente y Guzmán, XII señor de Almonaster, bisnieto del teniente de gobernador Diego Gutiérrez de los Ríos y Aguayo y chozno de Íñigo López de Mendoza y Luna, II duque del Infantado.

## Biografía hasta el puesto de cabildante de Córdoba

### Origen familiar y primeros años
Gonzalo Martel de Cabrera había nacido hacia 1562 en la ciudad de Cuzco, capital del corregimiento homónimo que a su vez era una dependencia directa del Virreinato del Perú. Sus padres eran el adelantado Jerónimo Luis de Cabrera y Toledo y su esposa Luisa Martel de los Ríos y Mendoza.
Era un nieto materno del alcalde de primer voto panameño Gonzalo Martel de la Puente y Guzmán, XII señor de Almonaster, y de su mujer Francisca Gutiérrez de los Ríos y Lasso de Mendoza.
Sus bisabuelos maternos eran el teniente de gobernador general panameño Diego Gutiérrez de los Ríos y Aguayo y su segunda esposa Beatriz Lasso de Mendoza Luna y Saavedra, y por ende, Gonzalo Martel de Cabrera era chozno materno de Íñigo López de Mendoza y Luna, II duque del Infantado, y de su cónyuge María de Luna y Pimentel.

### Alcalde de segundo voto de Córdoba
Gonzalo Martel de Cabrera, junto a su hermano Pedro Luis de Cabrera y su madre Luisa Martel de los Ríos, acompañaron al incipiente gobernador tucumano Jerónimo Luis de Cabrera en la expedición con más de ciento veinte hombres hacia ese territorio para cumplir con sus objetivos de la empresa colonizadora, y llegaron a la ciudad de Santiago del Estero el 19 de julio de 1572.
Una vez instalado en la gobernación del Tucumán, su padre fundó la nueva ciudad de Córdoba de la Nueva Andalucía el 6 de julio de 1573 y Gonzalo fue nombrado alférez real y luego maestre de campo general.
Posteriormente fue señor de la encomienda de La Lagunilla en 1577 y fue elegido como alcalde de segundo voto de la ciudad de Córdoba en 1585.

## Corregidor de Larecaja en la provincia de Charcas y deceso

### Nombramiento como corregidor
En el año 1596 fue nombrado corregidor de Larecaja en la nominal provincia de Charcas.

### Independentista de la Sudamérica española
Gonzalo Martel de Cabrera tenía una personalidad preparada y decidida, con un carácter impulsivo y fogoso debido a que él mismo había sido testigo presencial de la injusta ejecución de su padre, además de sufrir posteriormente diversos vejámenes por ello.
Por lo antedicho pudiera ser el causal de una probable venganza de aquellos responsables y cómplices del asesinato de su padre, lo que llevaría a tener la idea más grande de conquista para su tiempo, la cual consistía en tomar el gobierno del Virreinato del Perú y sus gobernaciones autónomas del Tucumán y del Río de la Plata y Paraguay, independizándolos de la Corona española.

### Fallecimiento por ejecución
Cuando dicha conspiración fue descubierta, fue tomado prisionero junto a sus cómplices los cuales serían condenados a muerte con garrote vil pero a él, como a su padre, fue degollado de frente de acuerdo a los fueros que regían para los caballeros hidalgos.

## Matrimonio y descendencia
El general Gonzalo Martel de Cabrera se había unido en matrimonio el 6 de marzo de 1585 en el primer emplazamiento de la ciudad de Santa Fe con María de Garay (n. Asunción del Paraguay, 1559), una hija de Juan de Garay Ochandiano y Mendieta Zárate y de su esposa Isabel de Becerra y Contreras Mendoza. 
Fruto del enlace de Gonzalo Martel de Cabrera y María de Garay hubo por lo menos un hijo:
- Jerónimo Luis II de Cabrera y Garay (Córdoba, 1586 - ib., 18 de junio de 1662), gobernador del Río de La Plata en 1641, de la provincia de Chucuito en 1646 y del Tucumán en 1660,[6] que se casó con Isabel de Saavedra y Garay Becerra —una hija de Hernando Arias de Saavedra y de su esposa Jerónima de Garay— y con quien tuvo por lo menos cuatro hijos documentados, siendo los tres menores Andrés, Francisco Luis y Juan de Cabrera Saavedra, y el primogénito, Jerónimo Luis III de Cabrera y Saavedra, maestre de campo, gobernador de Chucuito y teniente de gobernador de Salta, Jujuy y Esteco desde 1660, que se enlazaría con Antonia de Carvajal Velasco[7] —una nieta materna del gobernador Juan Ramírez de Velasco— para concebir ocho hijos, siendo el primogénito José de Cabrera y Velasco[8] que llegaría a ser teniente de gobernador de Córdoba.

María, ya viuda de Gonzalo, donó una porción de tierras de su estancia Costa Sacate a Elvira Zabala y su marido Rodrigo López Alonso, y se uniría en segundas nupcias con el capitán Pedro García de Arredondo (f. 1618) que era el alcalde de Córdoba y que posteriormente fuera nombrado por el gobernante Hernandarias como teniente de gobernador de Buenos Aires desde el 9 de mayo de 1615 y concibieran por lo menos a una hija llamada Francisca de Mendoza Garay y Arredondo (Santa Fe la Vieja, 1606 - Córdoba, diciembre de 1667) quien se enlazaría tres veces, siendo sus primeras nupcias con Félix de Zúñiga Cabrera y Villarroel, el octavo hijo de Pedro Luis de Cabrera y Martel y de su cónyuge Catalina de Villarroel Maldonado y por ende, nieto de Jerónimo Luis de Cabrera y de Diego de Villarroel.